# Artúr király

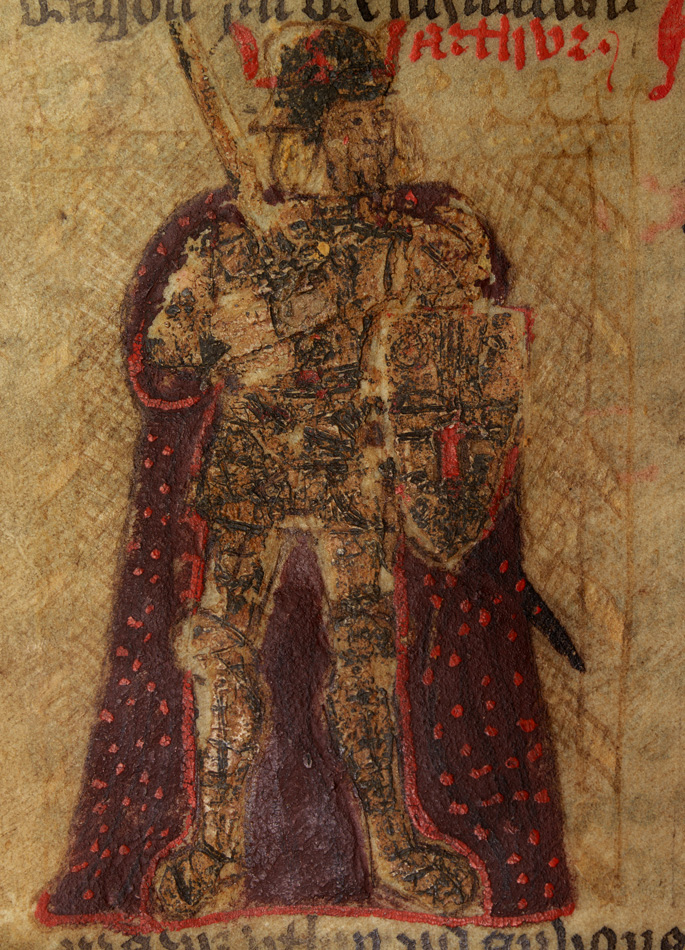
Artúr király; 15. század

Artúr király (angolosan Arthur, latinosan Artus) briton király, aki – amennyiben létező személy volt – az 5. század végén, illetve a 6. század elején (körülbelül 496–537) uralkodott. Nevének jelentései közül talán a „gondterhelt lélek” a leginkább ide illő.
Ma ismert alakja Galfredus de Monmouth Historia Raegum Britanniae c. művében bukkan fel. Galfredus (Angolul Geoffrey of Monmouth) korábbi történelmi anyagot és mondákat gyűjtött össze, és kikerekítette őket. A britek régi krónikásai, mint az 512-ben meghalt Gildas Artúr legfontosabb győztes csatájáról ír. A 735 előtt alkotó Beda Venerabilis nem említi nevét, de mivel ő csak az angolszászok viselt dolgairól ír, ez nem meglepő. A 10–11. századi krónikások már tudnak róla, de Galfredus az első, aki a teljes mondakört az utókorra hagyta.
Történelmi kutatások megállapították, hogy Artúr abban az időben tevékenykedett, amikor a római légiók kivonultak Britanniából Itália és a többi provincia védelmére. Artúr és lovagjai legendáját az ún. szarmata-elmélet szerint a római légiókban szolgáló, a szó tágabb értelmében szkíta, pontosabban szarmata, közelebbről pedig alán nehézlovasság ihlette. Eszerint a Pendragon-ház vörös sárkánya a szkíta népek hadi jelvényéből eredeztethető.
A szkíta sárkánykígyó megjelenését Arrianus – Tekhné taktiké, 35. – így írja le:
„A scytha hadjelek (zászlók) sárkányok, melyek arányos hosszuságú póznákon függnek. Készülnek pedig összevart szines ruhadarabokból, fejeik és egész testök egész a farkig kigyókat ábrázolnak.” (Télfy János fordítása)
A briteket ez idő tájban a piktek és skótok tartották rettegésben. A britek segítségül behívták az Elba torkolatánál tanyázó angolszászokat, a szövetségesekből azonban elnyomók lettek. A britek kivonultak a mai Bretagne-félszigetre. Az ellenfelek 500 körül hadakoztak egymással. John Rhys megállapította, hogy ekkor valóban létezett egy Arthur nevű brit vezér, aki 520-ban az angolszászokkal vívott csatában hősiesen küzdve esett el. A Bretagne-ba kivonult britek az ő alakja köré szőtték mondáikat.
Artúr a történelemben keresztény király, aki a pogány angol, szász illetve jüt törzsek ellen harcolt, és döntő győzelmet aratott felettük a Mons Badonicus-i csatában, talán 490-ben.
Artúr alakja e mondák alapján úgy szerepel, mint a várva várt uralkodó, aki felszabadítja a keltákat, és egész Britanniát kelta uralom alá hajtja. A mondák olyan széles körben terjedtek el, hogy Artúrból időközben a lovagok előképe vált, a férfias hűség, a vezér megtestesítője. A fejedelmi ideál megtestesítőjévé csak később vált. A mondák feltűnő hasonlóságot mutatnak Gwydion vagy Odin köreihez.

## Kora középkori források
Több kora középkori forrás említi Artúrt, de csak nagyon szűkszavúan. Például a Historia Brittonum  (Britonok történelme) melyet Nennius írt 830 körül. A legfontosabb források Artúrral kapcsolatban a következők: az említett briton Nennius, az Annales Cambriae  (Walesi Évkönyvek), Szent Gildász De excidiu et conquestu Britanniae és egyes szentek életeiben.
Sok más forrásban is kap említést, így a Gododdin-ban, amely az ősi kelta nyelven így szólt:

gochore brein du ar uur

caer ceni bei ef arthur
Magyarul:
„Erődfalon táplált fekete hollót,
bár ő maga nem Arthur volt.”
A Gododdin-t valamikor Kr. u. 600 és 800 között írták, amely egy 13. századi walesi másolatban maradt meg, Aneirin Könyve. Még sok más kora középkori forrás vall „Arthur”-ra, hol királyként, hogy egyszerű katonaként, vagy esetleg tábornokként (Nennius „dux bellorum-nak” hívja).
Egy másik középkori forrás, az Annales Cambriae  (Walesi Évkönyv), amit 970 körül írtak, ezt írja Artúrról (Arthur formában):
„LXXII Annus. Bellum Badonis, in quo Arthur portavit crucem Domini nostri Jesu Christi tribus diebus et tribus noctibus in humeros suos et Britones victores fuerunt.”
Magyarul:
„A 72. év: (kb. Kr.u. 519) A badoni csata, melyben Arthur három napon és három éjen át hordozta vállain Jézus Krisztus Urunk keresztjét, és a britek győzedelmeskedtek.”

## Artúr-mondák

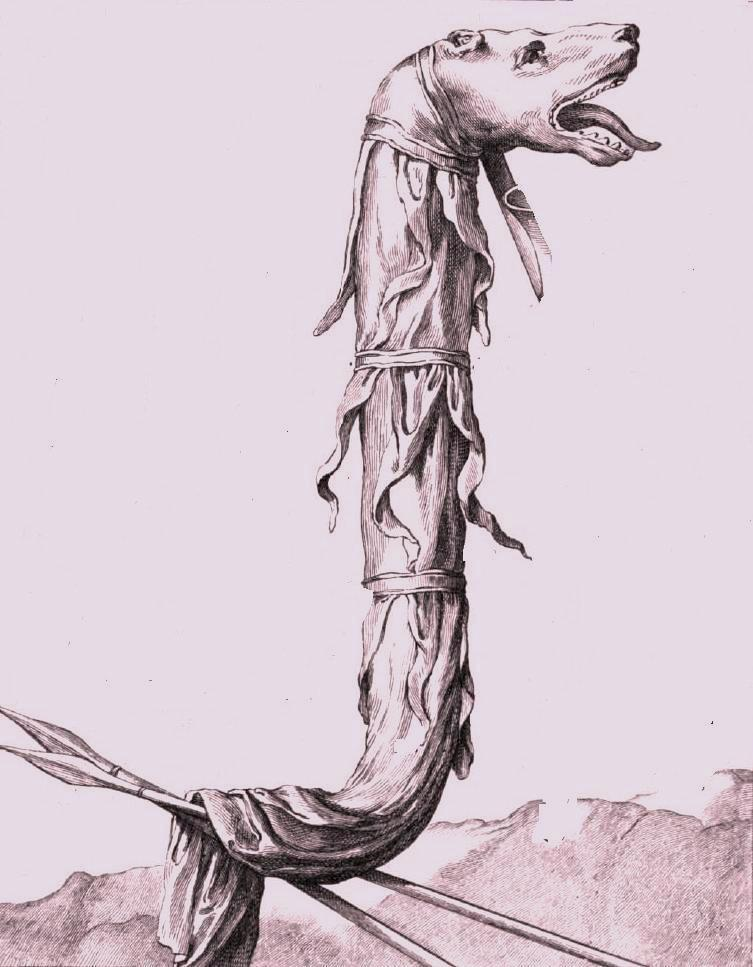
A szkíta népek hadi jelvénye: nyitott szájú sárkánykígyó

Artúr a mondák szerint a brit Uther Pendragon király és Yguernen (Ingerna, Ygraine) cornwalesi hercegné fia volt. Anyja titokban nevelte, majd a varázsló Merlin kiadta dajkaságba Ectorhoz, mert ellenségei ármánykodtak ellene. Istenítéletből mégis királlyá vált, egyedül ő tudta kihúzni a kőbe vágott kardot. Kiásatta Bran fejét, mely az országot védte a hódítóktól, ezzel lehetővé vált a honfoglalás. Legyőzte a szászokat, meghódította Skóciát, Izlandot, Írországot, Galliát, Norvégiát, Dániát és a monmouthi Uskban fényes királyi udvart rendezett be. Udvartarása volt Carduelben majd Carleonban is székelt. Vára neve Camelot. Hősök, vezérek vették körül, akiket a hagyomány a kerekasztal lovagjaiként ismert a későbbiekben: Gawain, Lancelot, Ivain, Keu, Ither stb. Az asztal alakját Merlin tanácsolta, hogy kifejezze az egyenlőséget.
Ellenségei, ellenfelei Vivien, aki eltávolította Artúr mellől Merlint, és Mordred, Artúr unokaöccse, aki Artúr távollétében egyes olvasatokban koholt, a legnépszerűbb változatok szerint nagyon is valós vádakat terjesztett Artúr feleségéről, Ginevráról és lovagjáról, Lancelotról.
Mialatt Artúr Galliában harcolt a római császár ellen, feleségét, Ginevrát Mordred (Medrant), Artúr unokaöccse meghódította és vele együtt az egész ország is az ő kezébe került. Artúr a győztes galliai hadjáratból hazasietett, hogy bosszút álljon boldogsága megrontóján, és a Camlan folyó mellett vívtak véres harcot. Artúr győzött ugyan, de maga is súlyosan megsebesült. Halála előtt Bedivere lovaggal visszaküldette az Excaliburt a Tó Hölgyének, majd Avalon szigetére vitték s azóta várják, hogy visszatérjen, ha népe nagy veszélybe kerül.
Állítólagos sírhelye Glastonburyben van.

## Hatása az irodalomra
Világirodalmi feldolgozásainak, parafrázisainak száma óriási. A magyar irodalomban többek közt Szerb Antal Szerelem a palackban című novellája (Nyugat), Gerelyes Endre Isten veled, Lancelot! című kisregénye (moly.hu), valamint Gángoly Attila Fejezet az ősregényből című elbeszélése (Kortárs) nyújt példát az Artúr-mondakör ironikus témakezelésére, humanizálására.